# Camillo Bruto Bonzi
Camillo Bruto Bonzi (Alessandria, 7 marzo 1887 – Roma, 7 marzo 1961) è stato uno scrittore, regista e sceneggiatore italiano.

## Filmografia parziale
- La sconfitta dell'idolo, regia di Salvo Alberto Salvini (1920) - soggettista
- In terra sarda, regia di Luigi Romano Borgnetto (1920) - soggettista
- La rivincita di Maciste, regia di Luigi Romano Borgnetto (1921) - sceneggiatore
- Maciste salvato dalle acque, regia di Luigi Romano Borgnetto (1921) - sceneggiatore
- Tutto nel mondo è burla (1922) - co-regista assieme a Nino Giannini
- La compagnia dei matti, regia di Mario Almirante (1928) - sceneggiatore